# Rheda-Wiedenbrück
Rheda-Wiedenbrück (pronunciación en alemán: /ˈʁeːda viːdn̩ˈbʁʏk/ⓘ) es una ciudad alemana de Renania del Norte-Westfalia, junto al río Ems y a 50 km al este de Münster.
Hasta los años 70 eran dos ciudades separadas (Rheda y Wiedenbrück).

## Nacidos en Rheda-Wiedenbrück
- Ingo Pohlmann (cantante de música pop)